# Сарпер, Селим
Селим Рауф Сарпер (тур. Selim Rauf Sarper; 14 июня 1899, Стамбул — 11 октября 1968, Анкара) — турецкий дипломат и политик.

## Биография
Селим Сарпер родился 14 июня 1899 года в Стамбуле. Молодость провёл в Германии, в 1918 году закончил там школу. Изучал право в Берлинском университете.
После возвращения в Турцию учился Юридическом Факультете Анкарского университета. С 1923 года преподавал французский язык в одной из школ Аданы, затем работал в независимом трибунале. В 1927 году получил должность переводчика в Министерстве иностранных дел.
В 1928 году Селим Сарпер был назначен вице-консулом в Одессе (СССР). В 1929 году он был переведён на должность третьего секретаря в Турецком посольстве в Москве. Через два года был повышен до должности второго секретаря. Затем служил при консульствах в Комотини (Греция), Одессе (СССР) и Берлине (Германия) .
В 1944 году Селим Сарпер был назначен послом Турции в СССР. Вёл переговоры с советским правительством относительно территориальных претензий СССР к Турции.
В 1946—1947 годах Сарпер занимал должность посла Турции в Италии, в 1947-57 годах — должность постоянного представителя Турции при ООН, в 1957-60 годах Селим Сарпер являлся постоянным представителем Турции при НАТО.
28 мая 1960 года, на следующий день после государственного переворота, Селим Сарпер и посол ООН в Турции Флетчер Варрен нанесли визит лидеру заговорщиков Джемалю Гюрселю. В тот же день Сарпер был назначен министром иностранных дел, он занимал этот пост до 16 февраля 1962 года. Позднее Селим Сарпер вступил в Республиканскую народную партию, в 1961 году был избран от неё членом Великого национального собрания, переизбирался в 1965 году.
14 мая 1968 году Селиму Сарперу была сделана вторая операция на лёгких. 11 октября 1968 года он умер в Анкаре, его тело было перевезено в Стамбул. У Селима Сарпера остались жена и две дочери.